# Пухов (Ростовская область)
Пухов — посёлок в Обливском районе Ростовской области.
Входит в состав Каштановского сельского поселения.

## География

### Улицы
- ул. Дорожная,
- ул. Садовая,
- ул. Степная,
- ул. Школьная.

## История
Указом ПВС РСФСР от 24 февраля 1988 года поселку пятого отделения совхоза Обливский присвоено наименование посёлок Пухов.

## Население
| 2010 |
| ---- |
| 151  |